# Navy Seals vs. Zombies
Navy Seals vs. Zombies, també anomenada Navy Seals vs. Zombies: Battle of New Orleans, és una pel·lícula americana de 2015 d'acció i terror de zombies, dirigida per Stanton Barrett i protagonitzada per Ed Quinn, Michael Dudikoff, Rick Fox, Molly Hagan, Mikal Vega i Chad Lail.

## Argument
Un grup especial dels Navy Seals són enviats a Louisiana per tal de frenar una amenaça. Un cop allà descobriran que no s'enfronten contra un enemic normal, sinó que els enemics són hordes de zombies amb una particularitat: es mouen a gran velocitat. Aleshores hauran d'esperar ordres del comandament per extreure a diverses persones, concretament al vicepresident i a una científica atrapada en un edifici.